# 八十六 (那拉氏)
八十六（？—？），那拉氏，滿洲鑲白旗人，清代江寧將軍。高宗乾隆年間，先從征金川，後從討撒拉爾，均有戰功。仁宗嘉慶朝，率軍鎮壓湖北白蓮教起義。累至江寧將軍。